# Егорова, Ольга Николаевна
Ольга Николаевна Егорова (28 марта 1972, Новочебоксарск, Чувашская АССР, РСФСР, СССР) — российская легкоатлет, бегунья на средние и длинные дистанции.

## Биография
На Летних Олимпийских играх 2000 в Сиднее она заняла восьмое место в беге на 5000 м. В марте 2001 года Егорова стала победительницей на дистанции 3000 м на Чемпионате мира в помещении 2001 в Лиссабоне.
При допинг-тесте, взятом в июле 2001 года после соревнований Золотой лиги ИААФ в Париже, у Егоровой в крови было найдено средство эритропоэтин. Принятое поначалу решение о двухлетней дисквалификации было впоследствии отменено из-за формальных нарушений проведения теста. Месяц спустя, на чемпионате мира 2001 в Эдмонтоне Егорова несмотря на многочисленные протесты соперниц и зрителей завоевала золотую медаль на дистанции 5000 м. Более того, 31 августа 2001 года она установила мировой рекорд на этой дистанции с результатом 14:29,32 м.
На чемпионате мира 2003 в Париже Егорова заняла десятое место на дистанции 5000 м. На Олимпийских играх 2004 в Афинах её результатом в беге на 1500 м стало 11-е место, а на чемпионате мира 2005 в Хельсинки она на той же дистанции завоёвала «серебро».
За неделю до начала Олимпийских игр 2008 в Пекине Егорова вместе с шестью другими российскими легкоатлетками была предварительна дисквалифицирована ИААФ по обвинению в манипуляциях при сдаче допинговых проб. Позже срок её дисквалификации была установлен до апреля 2011 года.  После окончания срока дисквалификации, Ольга Николаевна завершила спортивную карьеру.